# Појениле Загреј (Бистрица-Насауд)
Појениле Загреј (рум. Poienile Zagrei) насеље је у Румунији у округу Бистрица-Насауд у општини Загра. Oпштина се налази на надморској висини од 514 m.

## Становништво
Према подацима из 2002. године у насељу је живело 967 становника.

### Попис2002.
| Расподела становништва по националности 2002.‍ | Расподела становништва по националности 2002.‍ | Расподела становништва по националности 2002.‍ | Расподела становништва по националности 2002.‍ | Расподела становништва по националности 2002.‍ |
| --------------------------------------------- | --------------------------------------------- | --------------------------------------------- | --------------------------------------------- | --------------------------------------------- |
|                                               |                                               |                                               |                                               |                                               |
| Румуни                                        | Румуни                                        |                                               | 807                                           | 83,6%                                         |
| Роми                                          | Роми                                          |                                               | 158                                           | 16,4%                                         |